# Pedro Solabarria
Pedro María Solabarria Bilbao, conocido como Periko Solabarria (Portugalete, 27 de enero de 1930 - Bilbao, 24 de junio de 2015), fue un sacerdote, obrero de la construcción y político perteneciente a la izquierda abertzale.

## Biografía

### Infancia y formación

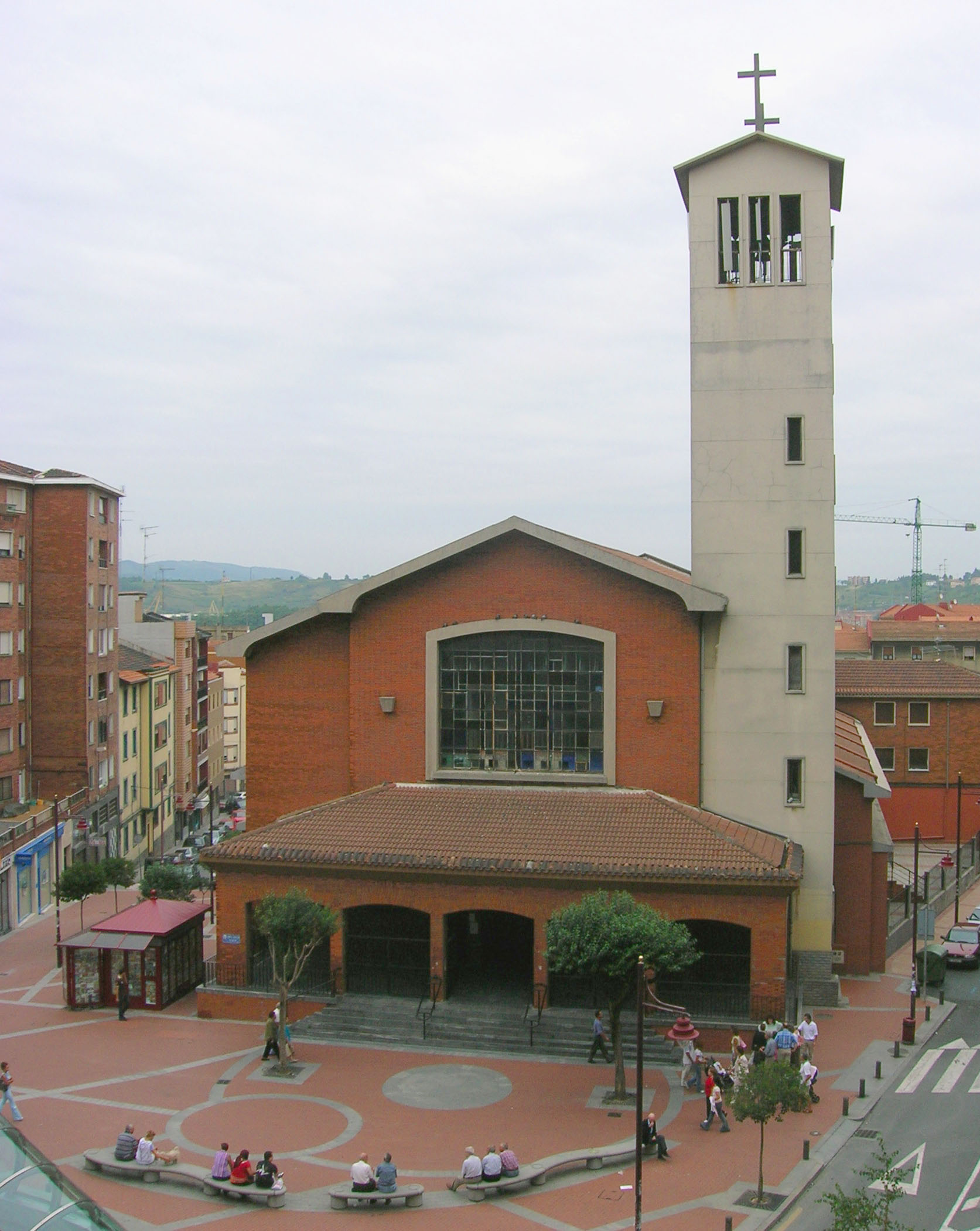
Iglesia de Santa Teresa en Baracaldo, donde ejerció como sacerdote.

Nació en la calle Santa María de Portugalete el 27 de enero de 1930. Hijo de un minero de Triano y una sirvienta de Baquio, pasó la Guerra Civil en Portugalete, en una casa que quedó seriamente dañada por un bombardeo de la aviación franquista. 
A los once años ingresó en el seminario menor en Gordejuela, para proseguir sus estudios en los de Vergara, Artea y Vitoria, donde los concluyó a los 24 años, siendo ordenado sacerdote católico. Destinado por el obispado a la parroquia de la localidad minera de La Arboleda, ejerció el sacerdocio en el barrio de Triano durante nueve años, para ser luego trasladado a la parroquia de Santa Teresa, en Baracaldo. Esta labor pastoral en zonas de fuerte tradición obrera y gran conflictividad política y social hicieron que Solabarria desarrollara una gran conciencia política y social, y ampliara sus contactos con el movimiento obrero existente en la comarca de la Margen Izquierda.

### Cura obrero
Solabarria era considerado uno de los pioneros del movimiento de curas obreros en España, junto con el jesuita David Armentia, trabajador de la Fábrica de Bandas de Echévarri y participante activo en su famosa huelga del año 1967. Solabarria obtuvo permiso de la diócesis para trabajar como obrero a jornada completa en 1954. Trabajó como tal en contratas de construcción, participando en la obra del tren de laminación de Altos Hornos de Vizcaya, en la del campus de Lejona de la Universidad del País Vasco y en la del puente de Róntegui. Debido a su dedicación a trabajos muy duros al aire libre contrajo una enfermedad respiratoria crónica. 
Durante la dictadura franquista su contacto con el mundo obrero y laboral le hizo participar en numerosas organizaciones sindicales y políticas, como la Juventud Obrera Cristiana, la Hermandad Obrera de Acción Católica, y otras fuera de la legalidad como USO, las primeras Comisiones Obreras y el Frente Obrero de ETA, aunque no llegara a militar en ninguna de ellas. También colaboró con militantes comunistas y socialistas.
En mayo de 1969 fue detenido por primera vez por denunciar la dictadura desde el púlpito de la iglesia de Santa Teresa, en Baracaldo, donde era coadjutor. Su actividad política le valió ser encarcelado en la cárcel concordataria de Zamora (especial para curas) y cuatro veces en la de Basauri. Posteriormente abandonó el sacerdocio y acabó trabajando exclusivamente como peón de la construcción. Se casó y tuvo tres hijos.

### Actividad política
En 1975 ingresó en el sindicato abertzale LAB. Su entrada en la política se produjo como candidato de Euskadiko Ezkerra al Parlamento español en las elecciones generales españolas de 1977. Abandonaría esta coalición para integrarse en 1978 en Herri Batasuna, llegando a formar parte de su Mesa Nacional.
Como miembro de Herri Batasuna fue candidato al Congreso de los Diputados por Vizcaya en las elecciones generales españolas de 1979 y 1982, siendo elegido diputado en ambas ocasiones. Fue por tanto diputado en la I y II legislaturas, aunque no participó en ninguna sesión del Congreso.
También fue candidato de Herri Batasuna al Parlamento Vasco, siendo elegido en las elecciones de 1980, aunque renunció a su acta de parlamentario. Sería también elegido concejal en Baracaldo en 1979, repitiendo en varias legislaturas, y juntero de las Juntas Generales de Vizcaya en 1983 y en 1987.
Durante sus últimos años de vida continuó su actividad política y social en Baracaldo, donde también residía, colaborando con la Plataforma Contra la Exclusión Social Berri Otxoak y con la Asamblea de Parados de la localidad, entre otras. En las elecciones al Parlamento Vasco de 2012 figuró en el último puesto de la lista por Vizcaya de Euskal Herria Bildu.
En 2013 fue elegido pregonero por la Comisión de Fiestas del Carmen de Baracaldo, a pesar de que el Partido Popular reclamó que se le impidiera por haber pertenecido al partido político Herri Batasuna, que fue ilegalizado.
Ese mismo año se sumó a una querella contra los crímenes franquistas, junto con otros dieciséis religiosos vascos que también fueron encarcelados y torturados en represalia por oponerse a la dictadura militar.